# ファラガット級ミサイル駆逐艦 (1958年)
ファラガット級ミサイル駆逐艦（ファラガットきゅうくちくかん、英語: Farragut-class destroyers）は、アメリカ海軍のミサイル・フリゲート（DLG）の艦級であり、また1975年の類別変更以降はミサイル駆逐艦（DDG）に再分類された。ジェーン海軍年鑑や世界の艦船では、「クーンツ」をネームシップとしてクーンツ級ミサイル駆逐艦（Coontz-class destroyers) とされている。
アメリカ海軍初の新造ミサイル艦であり、1956年・1957年度計画で10隻が建造されて、1960年より順次に就役した。空母戦闘群の艦隊防空の一翼を担って活躍したが、老朽化に伴い、1993年までに運用を終了した。基本計画番号はSCB142。

## 来歴
第二次世界大戦後の駆逐艦としては、1946年10月の駆逐艦研究会での検討結果を踏まえて、まず1948年度計画でミッチャー級が建造された。当時、雷撃戦の重要度低下や対潜兵器の性能向上に伴って、船体規模を抑制する必要性は乏しくなっており、同級では基準3,600トン、全長149メートルまで大型化したが、このように高コストの大型艦を大量建造することは流石に財政的に不可能であった。このため、1951年にはこちらは嚮導駆逐艦（Destroyer leader, DL; 後のフリゲート）に格上げされて通常の駆逐艦とは区別され、艦隊駆逐艦としては、1953年度計画より、比較的小型・安価なフォレスト・シャーマン級の建造が開始された。しかし1954年5月、海軍の長期計画の策定にあたるシンドラー委員会は、量産向きの汎用艦よりは、強力な高性能艦の整備を勧告した。
一方、第二次世界大戦中、アメリカ海軍ではいわゆる防空艦としてアトランタ級軽巡洋艦が運用されており、38口径12.7cm緩射砲12-16門という強大な対空砲火力は、艦隊の広域防空能力の強化に大きく貢献した。その後、戦争末期には経空脅威の増大に対して射程不足が指摘されたことから、射程を延伸した54口径127mm砲、続いて同速射砲が開発され、これを搭載した防空巡洋艦も検討された。しかし主にコストパフォーマンスの観点から、議会はその建造を拒否して、ミッチャー級の系譜となる大型駆逐艦（DL）を要望した。
これを受けて、1954年より、次世代の高速艦隊護衛艦（Fast task force escort）が検討されるようになった。これは高速で機動する空母戦闘群の直衛艦となることが求められており、耐航性の観点から、フォレスト・シャーマン級よりも大型の艦が求められていた。これに応じた砲装型DLとして計画されたのが本級であり、1956年度計画で3隻が予算化された。
これらの対空砲火力強化の計画と並行して、アメリカ海軍は、第二次世界大戦末期より、全く新しい艦隊防空火力として艦対空ミサイルの開発に着手していた。いくつかの応急的なミサイル開発計画が実施されたのち、1944年にバンブルビー計画が開始され、その最初の成果であるテリアミサイルは1956年には実戦配備された。これを受けて、本級は同ミサイルを搭載する防空ミサイル艦へと計画変更されることとなり、同年、ミサイル嚮導駆逐艦（DLG）へと種別変更された。本級はこの新艦種に種別された初の艦級であった。なおこのとき、「ファラガット」以下3隻は、上記の通り既に砲装型DLとして予算成立していたことから、設計変更しての発注が遅れ、当初よりDLGとして計画された4番艦「クーンツ」が先行して建造が進められたことから、こちらがネームシップとして扱われることもある。

## 設計
上記の経緯より、本級の設計は、おおむね、先行して建造された砲装型DLであるミッチャー級の発展型とされており、フレッチャー級駆逐艦の系譜を引き継ぐ平甲板船型も踏襲された。ただしテリア・システムおよび付随する各種の電子機器（レーダーなど）を収容するため、排水量はさらに増大した。特に上部構造物は大型化しており、トップヘビーを避けるためにアルミニウム合金が多用されている。なお本級は、アメリカのDLGとしては、唯一マック構造を採用しない艦であった。
主機関はミッチャー級後期建造艦と同一形式とされており、蒸気圧力1,200 lbf/in2 (84 kgf/cm2)、温度510℃の高圧高温ボイラー（いわゆるTwelve Hundred Pounder）が踏襲された。また蒸気タービンとしても、高・中圧タービンと低圧・後進タービンの2車室を備えた2胴式・2段減速のギヤード・タービンが引き続き採用された。ボイラー2缶とタービン1基をセットにして、両舷2軸を駆動するため2組を搭載しており、機関配置としては、艦首側から前部缶室・前部機械室・後部缶室・後部機械室が並ぶシフト配置とされている。

## 装備

### C4ISR
2次元式の対空捜索レーダーとしてはAN/SPS-29、また対水上捜索用レーダーとしてはAN/SPS-10が搭載された。また、ミッチャー級やボストン級では、目標の高度を知るためAN/SPS-8高度測定レーダーが搭載されていたのに対し、本級では、アメリカ海軍初の実用3次元レーダーであるAN/SPS-39が搭載された。これは1960年に実戦配備されたばかりの新鋭機であり、以後、米海軍などの防空ミサイル艦には必須の装備となった。電子戦支援（ESM）用の電波探知装置としては、当初はAN/URD-4 UHF/DFが搭載されたが、のちに標準的なAN/WLR-1に換装され、さらにAN/WLR-11レーダー警報受信機が追加されたほか、電子攻撃用のAN/ULQ-6電波妨害装置も追加装備された。これらは、1982年の改修でまとめてAN/SLQ-32(V)3電波探知妨害装置に更新された。
ソナーとしては、当初はAN/SQS-4が検討されたが、後にアスロックの搭載が決定されたことから、これと組み合わされるAN/SQS-23に変更された。当初は従来と同様、捜索用と別に攻撃用のソナーを搭載する予定であったが、フォレスト・シャーマン級で開発されたデュアルMCC（dual mantenance of close contact）技術の成熟に伴い、捜索用で兼用できるようになった。また本級ではバウ・ドームの採用も検討されたものの実現せず、リーヒ級以降に先送りとなった。
また1959年、当時建造途上であった5番艦「キング」および6番艦「マハン」に対して海軍戦術情報システム（NTDS）を搭載することが決定された。両艦に搭載されたシステムはCP-642コンピュータ2基を使用したものであり、NTDSは、両艦と空母「オリスカニー」で洋上運用試験を受けたのち、1963年には制式採用された。その後、次世代防空システムとして開発されていたタイフォンの開発頓挫を受けて、1966年度より、本級を含む既存の防空艦の能力を向上させるAAW改修が発動されることになった。本級の改修は1968年から1975年にかけて行われ、両艦以外の本級もNTDSを搭載したほか、AN/SPS-29はAN/SPS-49に、AN/SPS-39はAN/SPS-48に更新された。

### 武器システム
上記の通り、本級は元来はミッチャー級を発展させた砲装型DLとして計画されており、前後甲板および上部構造物上に、4基の54口径127mm単装速射砲（Mk.42 5インチ砲）をダブル・エンダーに配置する予定であった。しかしDLGとして計画変更されたことから、まず後部の2門が設計から削除され、後甲板上にはテリア・システムのMk.10 ミサイル連装発射機1基が、その直前の上部構造物上、2番煙突とMk.10の間にテリアのMk.76 ミサイル射撃指揮装置（GMFCS）のAN/SPQ-5射撃指揮レーダー2基が設置された。テリアがビームライディング誘導からセミアクティブ・レーダー・ホーミング誘導に移行したことから、AAW改修の際に、AN/SPQ-5はAN/SPG-55Bに換装された。また使用するミサイルも、後にテリアからRIM-67 スタンダードERに更新された。
当初計画では、本級はあくまで防空艦であり、敵潜水艦を警戒するために優れたソナーを装備する一方、対潜兵器はほとんど搭載しない予定であった。しかし1番艦の建造途中の段階で、上部構造物前端に設置されていた52番砲を削除して、かわってアスロック対潜ミサイル用のMk.16 8連装ミサイル発射機を設置することとなった。これは、対空火力を弱体化するとともに建造の遅延にもつながることから、相当の議論が重ねられたが、当時の潜水艦脅威の深刻化を考慮して決定された。
この結果、本級の主砲は、前甲板の54口径5インチ単装速射砲1基となった。また近接防空用として、2番煙突側方の両舷側ブルワークに50口径76mm連装速射砲（Mk.33 3インチ砲）が1基ずつ搭載された。砲射撃指揮装置（GFCS）としては、5インチ砲用にはMk.68が、また3インチ砲用にはMk.63が用いられた。その後、1970年代の近代化改装で、3インチ砲はハープーン艦対艦ミサイルに換装されており、これにより低下した近接防空力を補うため「クーンツ」艦上ではファランクスCIWSの搭載試験も行われたが、最終的に、余裕重量不足として装備は見送られた。また「マハン」はNTU改修のテストベッドとして改修された。

### 兵装・電装要目
|                   | 新規建造時                                                      | 改修後                                |
| ----------------- | --------------------------------------------------------------- | ------------------------------------- |
| 兵装              | 54口径127mm単装速射砲×1基                                       | 54口径127mm単装速射砲×1基             |
| 兵装              | 50口径76mm連装速射砲×2基                                        | ハープーンSSM 4連装発射筒×2基         |
| 兵装              | Mk.10 ミサイル連装発射機×1基 (テリア→RIM-67 スタンダードER SAM) |                                       |
| 兵装              | アスロック8連装発射機×1基                                       |                                       |
| 兵装              | 324mm3連装魚雷発射管×2基                                        |                                       |
| FCS               | Mk.76×2基 (SAM用)                                               | Mk.76×2基 (SAM用)                     |
| FCS               | Mk.68×1基 (5インチ砲用)                                         |                                       |
| FCS               | Mk.63×1基 (3インチ砲用)                                         | －                                    |
| FCS               | Mk.111 水中FCS                                                  |                                       |
| C4I               | －                                                              | NTDS戦術情報処理装置                  |
| C4I               | WDS Mk.7                                                        | WDS Mk.14                             |
| レーダー          | AN/SPS-39 3次元式                                               | AN/SPS-48 3次元式                     |
| レーダー          | AN/SPS-29 対空捜索用                                            | AN/SPS-49 対空捜索用                  |
| レーダー          | AN/SPS-10 対水上捜索用                                          |                                       |
| ソナー            | AN/SQS-23 船底装備式                                            | AN/SQQ-23A 船底装備式                 |
| 電子戦・ 対抗手段 | AN/WLR-1電波探知装置                                            | AN/SLQ-32電波探知妨害装置             |
| 電子戦・ 対抗手段 | AN/WLR-11レーダー警報受信機 ※後日装備                           | AN/SLQ-32電波探知妨害装置             |
| 電子戦・ 対抗手段 | AN/ULQ-6電波妨害装置 ※後日装備                                  | AN/SLQ-32電波探知妨害装置             |
| 電子戦・ 対抗手段 | －                                                              | Mk.137デコイ発射機×4基                |
| 電子戦・ 対抗手段 | －                                                              | AN/SLQ-25対魚雷デコイ装置 ※DDG-42のみ |

## 同型艦

### 一覧表
| #                 | 艦名                                         | 造船所                   | 起工            | 進水            | 就役            | 退役            |
| ----------------- | -------------------------------------------- | ------------------------ | --------------- | --------------- | --------------- | --------------- |
| DL-6 DLG-6 DDG-37 | ファラガット USS Farragut                    | フォアリバー             | 1957年 6月3日   | 1958年 7月18日  | 1960年 12月10日 | 1989年 10月31日 |
| DL-7 DLG-7 DDG-38 | ルース USS Luce                              | フォアリバー             | 1957年 10月1日  | 1958年 12月11日 | 1961年 5月20日  | 1991年 4月1日   |
| DL-8 DLG-8 DDG-39 | マクドノー USS Macdonough                    | フォアリバー             | 1958年 4月15日  | 1959年 7月9日   | 1961年 11月4日  | 1992年 10月23日 |
| DLG-9 DDG-40      | クーンツ USS Coontz                          | ピュージェット・サウンド | 1957年 3月1日   | 1958年 12月6日  | 1960年 7月15日  | 1989年 10月4日  |
| DLG-10 DDG-41     | キング USS King                              | ピュージェット・サウンド | 1957年 3月1日   | 1958年 12月6日  | 1960年 11月17日 | 1991年 3月28日  |
| DLG-11 DDG-42     | マハン USS Mahan                             | サンフランシスコ         | 1957年 7月31日  | 1959年 10月7日  | 1960年 12月25日 | 1993年 6月15日  |
| DLG-12 DDG-43     | ダールグレン USS Dahlgren                    | フィラデルフィア         | 1958年 3月1日   | 1960年 3月16日  | 1961年 4月8日   | 1992年 7月31日  |
| DLG-13 DDG-44     | ウィリアム・V・プラット USS William V. Pratt | フィラデルフィア         | 1958年 3月1日   | 1960年 3月6日   | 1961年 11月4日  | 1991年 9月30日  |
| DLG-14 DDG-45     | デューイ USS Dewey                           | バス                     | 1957年 8月10日  | 1958年 11月30日 | 1959年 12月7日  | 1990年 8月31日  |
| DLG-15 DDG-46     | プレブル USS Preble                          | バス                     | 1957年 12月16日 | 1959年 5月23日  | 1960年 5月9日   | 1991年 11月15日 |

### 運用史
本級は、テリア・システム搭載DLGの第1世代であったが、有力な広域防空能力を備えると評価され、翌年度計画から建造が開始されたターター・システム搭載ミサイル駆逐艦であるチャールズ・F・アダムズ級ミサイル駆逐艦とともに、艦隊防空の一翼を担った。なお本級は、従来の駆逐艦（DD/DDG）から差別化されたミサイル嚮導駆逐艦（ミサイル・フリゲート; DLG）として配備されたものの、1975年に行なわれた艦種の再分類に伴って、ミサイル駆逐艦（DDG）に変更された。他のDLGはいずれもミサイル巡洋艦（CG/CGN）とされており、本級はDDGに種別変更された唯一の艦級であった。